# Yousheng
Yousheng är en köping i sydöstra Kina. Den ligger i Heping härad i staden Heyuan i provinsen Guangdong, omkring 240 kilometer nordost om provinshuvudstaden Guangzhou. Antalet invånare är 10 277. Befolkningen består av 5 257 kvinnor och 5 020 män. Barn under 15 år utgör 22,0 %, vuxna 15-64 år 64 %, och äldre över 65 år 12,0 %.